# أوسكار جريبنبرغ
أوسكار فرديناند كازيميروفيتش غريبنبرغ (الروسية: Оскар-Фердинанд Казимирович Гриппенберг) (مواليد 13 يناير 1838 – وفيات 7 يناير 1916) كان جنرالًا فنلنديًا سويديًا من جيش منشوريا الثاني الروسي خلال الحرب الروسية اليابانية.

## سيرته
ولد أوسكار فرديناند جريبنبرغ في إيكالينن (بالسويدية: إيكاليس)، من دوقية فنلندا الكبرى، وابن أودو ستين كاسيمير جريبنبرغ وماريا ويلهيلمينا إليزابيث لادو. مُنحت عائلة جريبنبرغ لقب نبلاء في الإمبراطورية السويدية عام 1678. كان شقيقه كارل أميرالًا في البحرية الإمبراطورية. تزوج أوسكار فرديناند جريبنبرج من هيدفيج إيدا أنجيليك لونده عام 1874. وكان لديهم أربعة أطفال.

### سيرته المبكرة
بدأ جريبنبرغ مسيرته العسكرية عام 1854 كطالب في صفوف جيش القرم الروسي. تجربته القتالية الأولى في حرب القرم ضد البريطانيين والفرنسيين، وتم تسميته في رسائل الشجاعة في 2 نوفمبر 1855. كجزء من القوة الروسية التي قمعت الانتفاضة البولندية في 1863-1864 تمت ترقيته إلى رتبة ملازم. تم تعيينه لاحقًا في منطقة تركستان العسكرية، حيث تم تعيينه لقيادة كتيبة مشاة من أورينبورغ وتم ترقيته إلى رتبة رائد في عام 1866. ثم قاد كتيبة تركستان الخامسة، وشارك في العديد من المعارك في حرب تركستان، بما في ذلك احتلال إمارة بخارى واقتحام قلعة أورا تيوب. لهذه الحملات، حصل على وسام سانت آن (الدرجة الثالثة بالسيوف والقوس) ووسام القديس جورج (الدرجة الرابعة) المرموق، وتمت ترقيته إلى رتبة عقيد. كان هذا تمييزًا غير عادي لأن الجائزة تُمنح عادةً فقط لضباط من رتبة جنرال على الأقل.
كما مُنح جريبنبرغ وسام القديس ستانيسلاف (الدرجة الثانية) والسيف الذهبي للقديس جورج مع نقش "للشجاعة" في عام 1869. عُيِّن قائدًا لكتيبة المشاة السابعة عشرة عام 1872 وترقيته إلى رتبة عقيد. في عام 1877 أصبح قائد كتيبة المشاة الثانية من حراس الحياة الإمبراطوري الروسي. شاهد القتال مرة أخرى خلال الحرب الروسية التركية 1877-1878، حيث حصل على وسام القديس فلاديمير (الدرجة الثالثة بالسيوف)، ووسام القديس ستانيسلاوس (الدرجة الأولى)، ووسام القديس جورج (الدرجة الثالثة). في عام 1877، والترقية إلى رتبة لواء في 22 فبراير 1878.
في عام 1890، أصبح جريبنبرغ قائد الفرقة الأولى المرموقة من حراس النبلاء في موسكو وتمت ترقيته إلى رتبة فريق. فقد هذا المنصب في عام 1898 بعد انتقاد الإجراءات الروسية القاسية في فنلندا. تمت ترقيته في النهاية إلى رتبة جنرال للمشاة في عام 1902، وأعيد تعيينه لقيادة الفيلق السادس للجيش الروسي في عام 1900، وفي عام 1904 تم تكريمه بلقب مساعد المعسكر لنيكولاس الثاني.

### الحرب الروسية اليابانية
تم تعيين جريبنبرغ لقيادة الجيش المنشوري الثاني الروسي أثناء الحرب الروسية اليابانية، ووصل إلى موكدين في 28 نوفمبر 1904. كان جريبنبرغ شديد النقد لتكتيكات حرب الاستنزاف التي تبناها القائد العام للقوات المسلحة الجنرال أليكسي كوروباتكين، الذي كان يأمل في جذب الجيش الإمبراطوري الياباني إلى أعماق منشوريا، حيث ستمتد خطوط إمدادها بشكل مفرط كجزء من تكتيك التأخير حتى الانتهاء من السكك الحديدية العابرة لسيبيريا التي ستجلب تعزيزات روسية ساحقة. عند وصوله إلى موكدين، أخبر جريبنبرج رجاله مرارًا وتكرارًا أن أي شخص يتراجع عن موقعه في الحملة القادمة سيتم إطلاق النار عليه. خلال معركة سانديبو التي تلت ذلك في يناير 1905، أدرك جريبنبرغ وجود ضعف في الخطوط اليابانية وشن هجومًا مفاجئًا ألقى بالجناح الأيسر للعدو في حالة من الفوضى. ومع ذلك، رفض كوروباتكين إرسال قوات لدعم هجومه، مما أدى مباشرة إلى الهزيمة الروسية. توترت العلاقات بين الضابطين منذ البداية وطلب جريبنبرغ إعفاءه من قيادته للجيش المنشوري الثاني في 29 يناير 1905، بعد يوم واحد فقط من انتهاء المعركة. سمح القيصر نيكولاس الثاني لجريبنبرغ بالعودة إلى سانت بطرسبرغ على الفور، على الرغم من أنه لم يتم إعفاؤه رسميًا حتى مارس. لم يضيع جريبنبرج أي وقت في إلقاء اللوم علنًا على كوروباتكين في هزائم روسيا، الأمر الذي أشعل فتيل حرب كلامية بين الرجلين في الصحافة.

### نهاية مسيرته
لا يزال نيكولاس الثاني يكن تقدير كبير لجريبنبرغ، وفي 30 أبريل 1905 عينه مفتشًا عامًا للمشاة في 28 يونيو 1905، وكعضو في مجلس الدولة. بصفته المفتش العام، طور دليلًا جديدًا لإطلاق النار، ولكن في 23 مارس 1906، استقال من الخدمة الفعلية، محبطًا من الصحة، لكنه ظل في مجلس الدولة اسميًا كمساعد عام. أمضى أيامه الأخيرة في مواصلة حملته ضد كوروباتكين في الصحف والنشرات والكتب، وألقى باللوم عليه في هزيمة روسيا في معركة موكدين وخسارة الحرب بشكل عام. توفي في 25 ديسمبر 1915 في بتروغراد ودفن في مقبرة تسارسكوسيلسكي.

## أوسمة
- وسام القديس جورج من الدرجة الرابعة عام 1867
- وسام القديسة آن من الدرجة الأولى عام 1867
- وسام القديس ستانيسلاوس من الدرجة الثانية عام 1867
- السيف الذهبي للشجاعة (1869)
- وسام الجبل الأسود (1878)
- وسام القديس جورج من الدرجة الثالثة 1878
- وسام القديس فلاديمير من الدرجة الثالثة 1878
- وسام القديس ستانيسلاوس من الدرجة الأولى 1878.
- وسام التاج مع النجمة (بروسيا) عام 1878
- وسام القديسة آن من الدرجة الأولى 1881
- وسام تاج إيطاليا ، صليب الضابط 1882 (إيطاليا)
- وسام القديس فلاديمير من الدرجة الثانية عام 1888
- وسام النسر الأبيض 1896
- وسام القديس الكسندر نيفسكي 1905

## روابط خارجية
- الحرب الروسية اليابانية: الأسباب الأساسية للنجاح الياباني
- سيرة أوسكار فرديناند جريبنبرغ (بالفنلندية)
- وسام القديس جورج (بالفنلندية)

## ملحوظات
1. 1 2 3 4 5 6 7 8 9 10  Matti Klinge (ed.), Kansallisbiografia (بالفنلندية), Suomalaisen Kirjallisuuden Seura, Suomen Historiallinen Seura, ISSN:1799-4349, QID:Q4349956
2. ↑  The Gripenberg Family was introduced into the Finnish noble house  [لغات أخرى]‏ in 1866 نسخة محفوظة 2022-05-26 على موقع واي باك مشين.
3. 1 2 3  Kowner,  Historical Dictionary of the Russo-Japanese War, p. 135.